# Зелёный Луг (Запорожская область)
Зелёный Луг (укр. Зелений Луг) — село,
Зелёногаевский сельский совет,
Весёловский район,
Запорожская область,
Украина.
Код КОАТУУ — 2321281402. Население по переписи 2001 года составляло 0 человек.

## Географическое положение
Село Зелёный Луг находится на расстоянии в 1 км от села Красавич.

## История
- 1928 год — дата основания.